# Distance (film, 1975)
Pour les articles homonymes, voir Distance.
Distance est un film américain réalisé par Antony Lover et sorti en 1975.

## Fiche technique
- Réalisation : Antony Lover
- Scénario : Jay Castle
- Production :  George Coe Productions
- Lieu de tournage : Hinesville, Georgie
- Montage : Anthony Lover
- Durée : 93 minutes
- Dates de sortie : 
  - 5 septembre 1975 : Festival de Deauville
  - 21 décembre 1975 : ( États-Unis)

## Distribution
- Paul Benjamin : Elwood
- Eija Pokkinen : Greta
- James Woods : Larry
- Bibi Besch : Joanne
- Don Devendorf : Sergeant Herman
- Hal Miller : Jesse
- Polly Holliday : Mrs. Herman